# Caulophyllum thalictroides
Caulophyllum thalictroides là một loài thực vật có hoa trong họ Hoàng mộc. Loài này được (L.) Michx. mô tả khoa học đầu tiên năm 1803.

## Hình ảnh

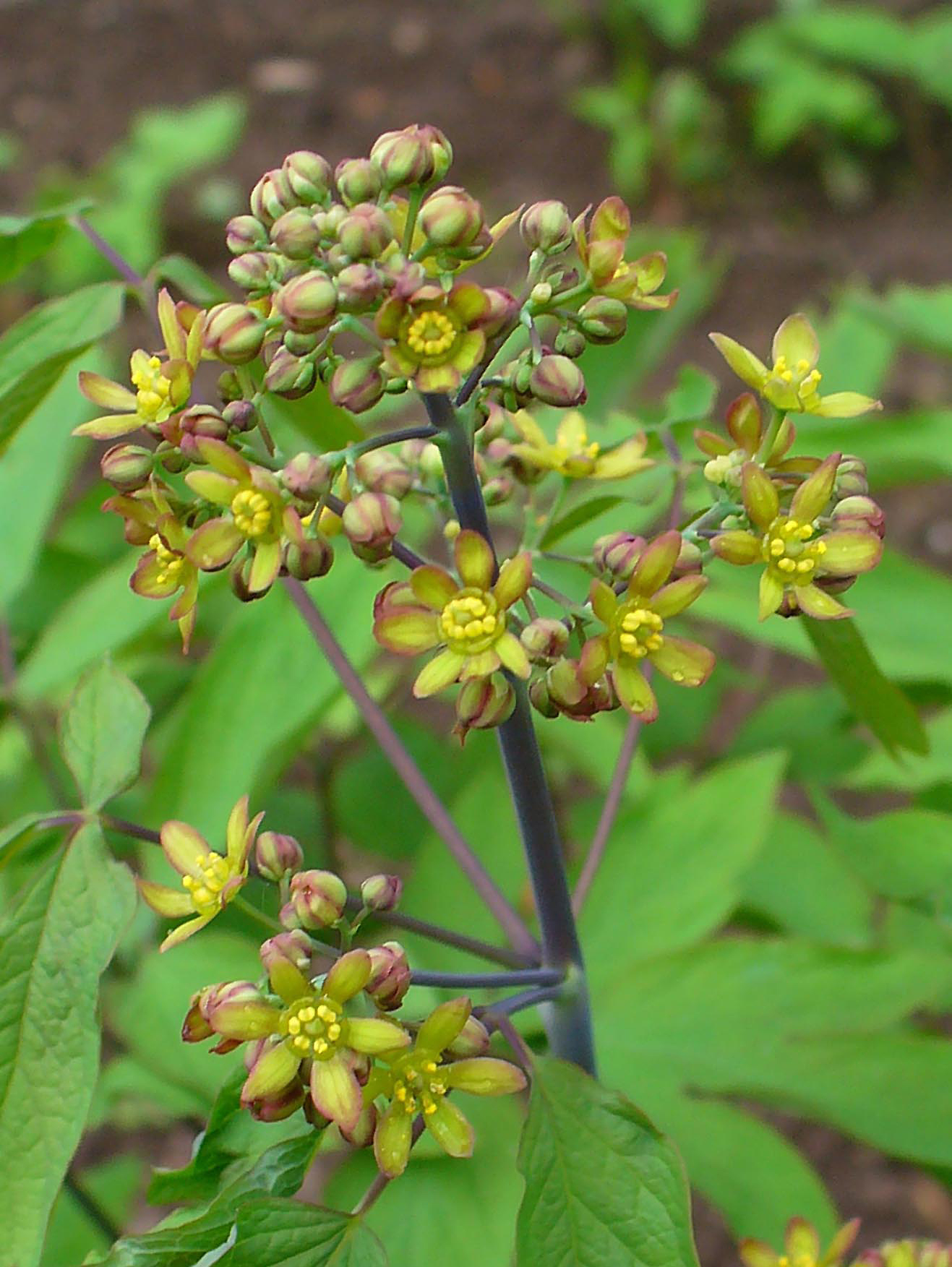
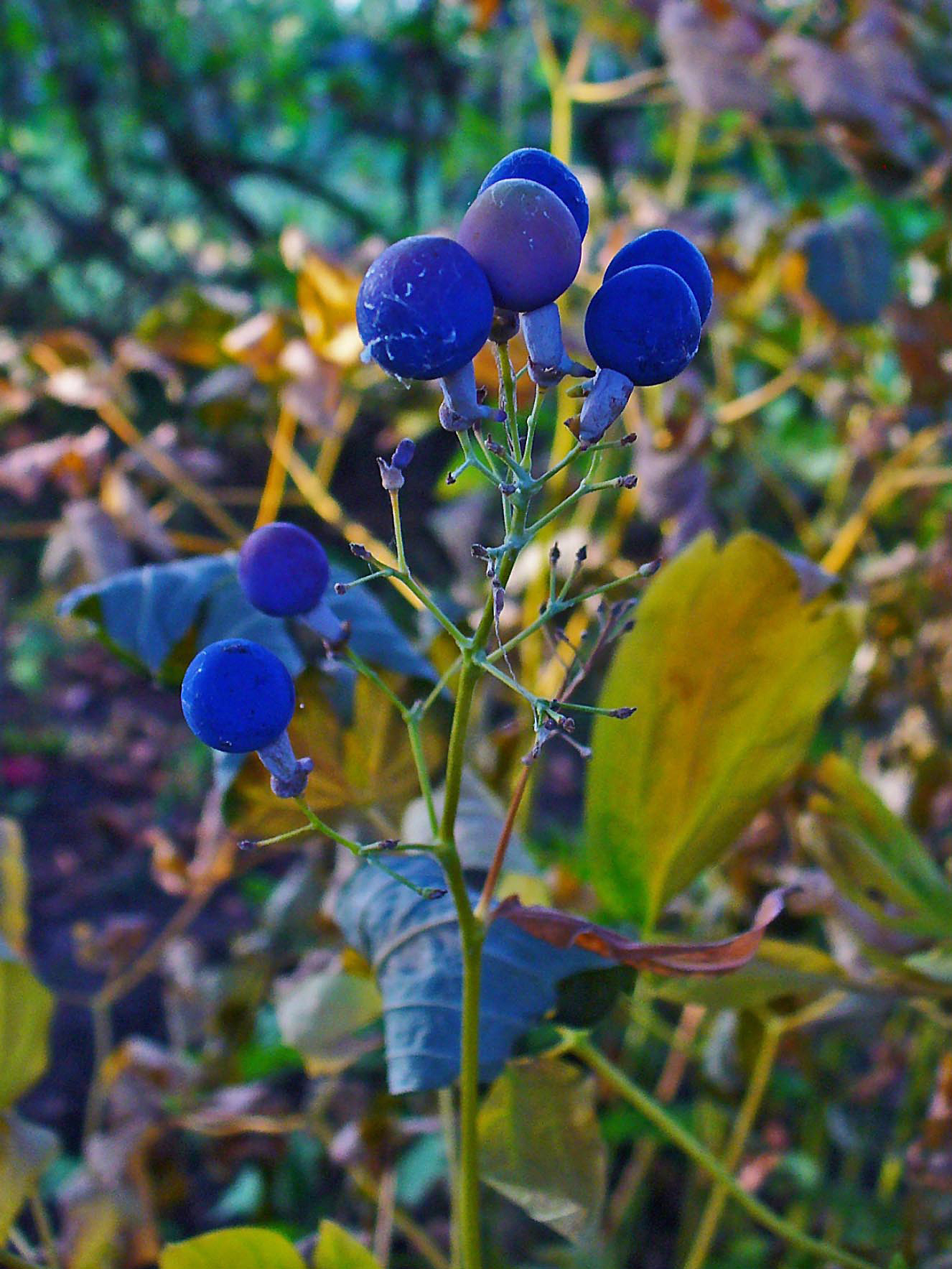
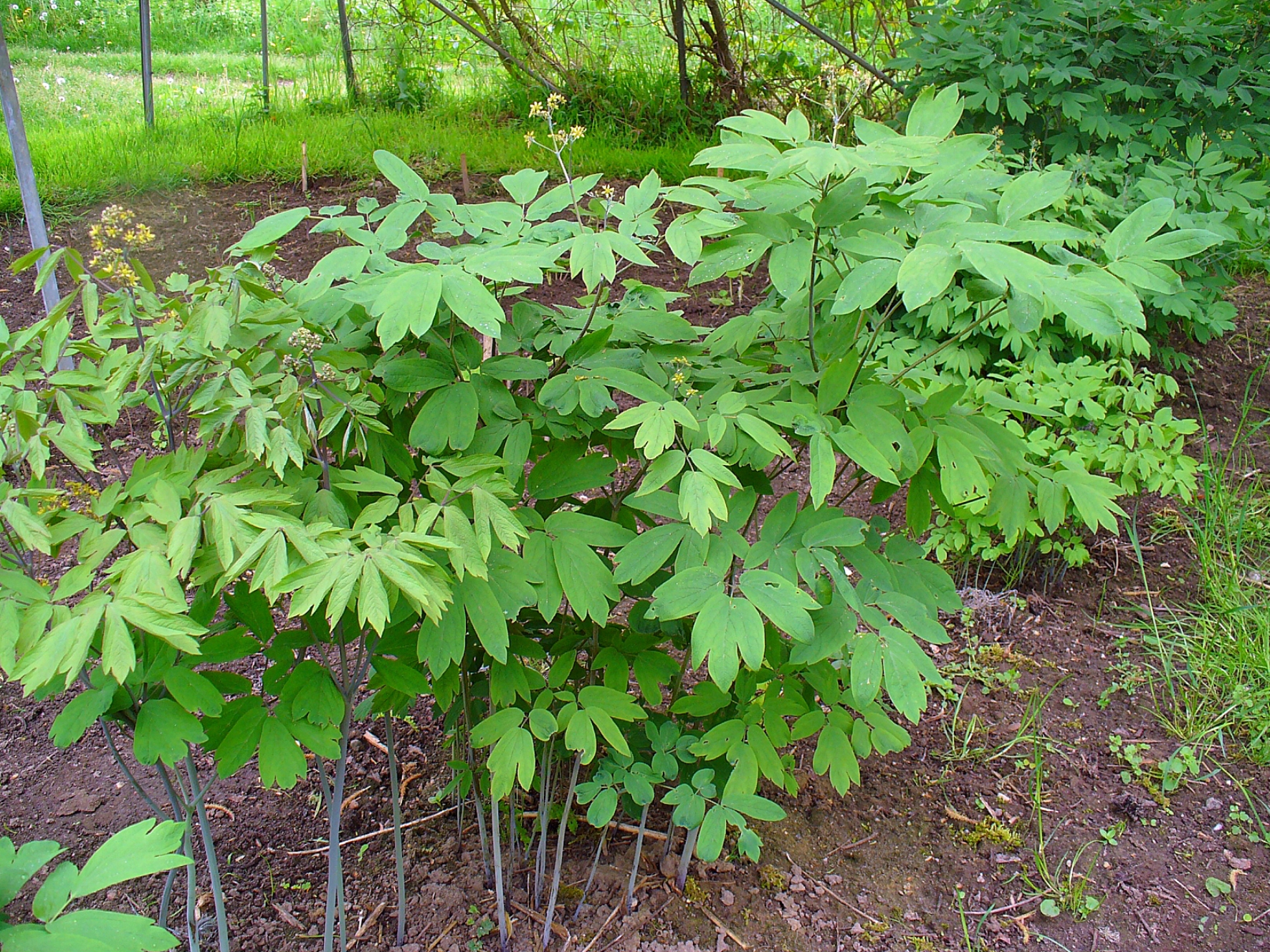
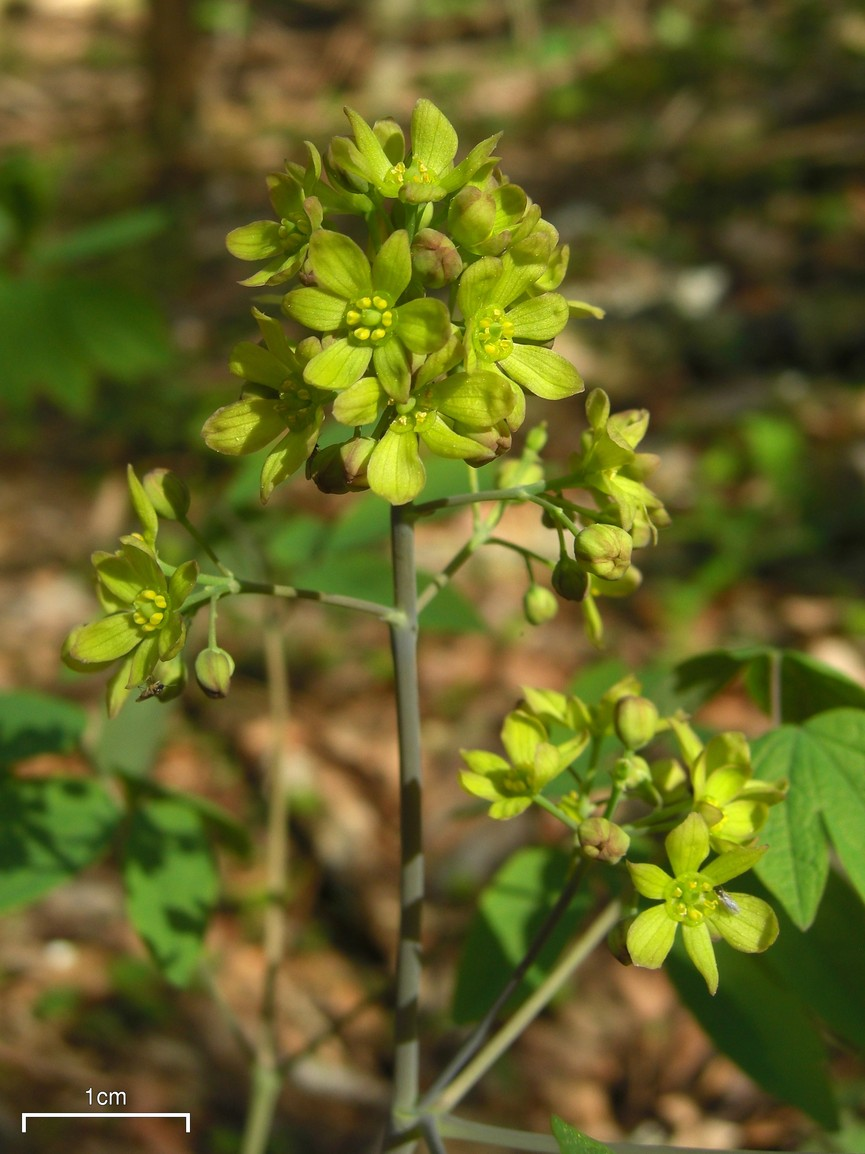